# Adolfo Piossek
Adolfo Piossek Ávila ( San Miguel de Tucumán, Argentina, 15 de octubre de 1886- San Miguel de Tucumán, Argentina, 12 de febrero de 1971). Fue un académico tucumano, Rector de la Universidad Nacional de Tucumán, entre 1940 y 1942.

## Biografía

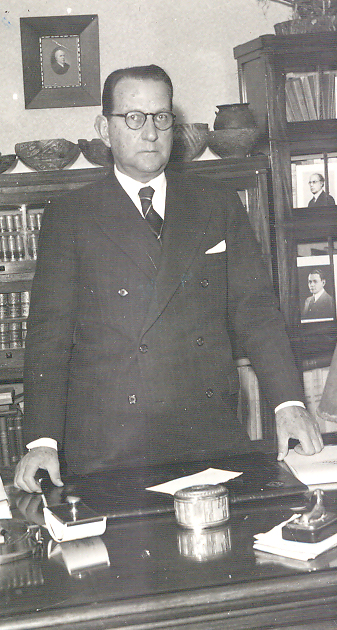
Adolfo Piossek Ávila como rector de la Universidad Nacional de Tucumán. Año 1941.

Adolfo Piossek nació en  Tucumán, hijo de Adolf Piossek y de Nícefora Ávila. Sus padres fallecieron durante la epidemia de cólera que afectó a Tucumán, en 1887, quedando Adolfo Piossek y sus hermanos huérfanos bajo el cuidado de su abuela materna, quien habitaba la zona rural de Termas de Río Hondo. Más tarde fueron recogidos por un tío materno quien los trasladó a la ciudad de Monteros. Gracias a la ayuda de otros miembros de su familia, Adolfo Piossek y sus hermanos pudieron terminar sus estudios en el Colegio Nacional de Tucumán. Con sumo esfuerzo Adolfo Piossek se trasladó a Buenos Aires en donde realizó sus estudios de derecho en la Facultad de Derecho de la Universidad de Buenos Aires, recibiéndose de abogado en 1911. 
En 1919, contrajo matrimonio con Amalia Prebisch, hermana de quien luego sería el economista Raúl Prebisch, del arquitecto Alberto Prebisch y de Julio Prebisch, joven dirigente reformista universitario, quien luego de recibirse de médico tendría una larga actuación pública llegando a ser rector de la Universidad Nacional de Tucumán. De este matrimonio nacerían sus hijas, Amalia, Lucía (profesora en filosofía de destacada trayectoria en la UNT) y Teresa Piossek Prebisch ( un reconocida historiadora regional). 
A la par del ejercicio de su profesión de abogado, ingresó a la vida política, siendo candidato a gobernador por el Partido Demócrata en 1932, siendo derrotado por Juan Luis Nougués. En 1937, por razones personales se trasladó a Buenos Aires con su familia, en dónde entabló amistad con Lisandro de la Torre. 
Por cerca de tres décadas, Piossek dictó en la Facultad de Derecho de la UNT las cátedras de Derecho Constitucional, Derecho Político e Historia de las Instituciones, además de enseñar Ingeniería Legal en la Facultad de Ingeniería.  
El 1 de abril de 1940, fue elegido rector de la Universidad Nacional de Tucumán, bajo cuya gestión se crearon los Institutos de Higiene y Medicina Subtropical que sentaría las bases de la futura Facultad de Medicina, y el Instituto de Investigaciones Económicas y Sociales y la Facultad de Ciencias Económicas. También se consolidó la Facultad de Filosofía y Letras, en la cual participaban académicos de prestigio como los filósofos Eugenio Pucciarelli y Risieri Frondizi y el historiador Silvio Frondizi, entre otros importantes intelectuales. Su visión de la vida universitaria era coincidente con las de la "Generación del centenario", la cual sostenía la existencia de características históricas, culturales y sociales, que hacían del norte argentino, un espacio geográfico con una identidad propia, en la cual, la Universidad Nacional de Tucumán, debía desempeñar un papel de construcción y consolidación de un polo cultural propio.
En cuanto a su actuación política, se desempeñó como diputado y senador. En 1942, fue proclamado candidato a gobernador por el Partido Demócrata Nacional para enfrentar a la Alianza Radical ( U.C.R. Concurrencista, U.C.R. Frente Popular, U.C.R. Tradicionalista), cuya fórmula estaba presidida por el exgobernador Miguel Mario Campero. Siendo Campero un adversario de respeto, en razón de su trayectoria política y su arraigo popular, Adolfo Piossek llevó una campaña en dónde la crítica furibunda y el insulto al adversario fueron excluidas, como una muestra de civilidad y respeto hacia su contrincante radical. Previo a su postulación, Adolfo Piossek renunció al rectorado de la Universidad. 
Sin embargo, en las elecciones de septiembre de 1942, la fórmula de los radicales concurrencistas obtuvo la mayor cantidad numérica de votos, pero no la mayoría del Colegio Electoral, ya que Piossek y los conservadores tenían una diferencia de un elector frente a los radicales. La salida de esta crisis política fue turbulenta, ya que los conservadores impugnaron a dos electores radicales, bajo el argumento de que eran "analfabetos", cuando en realidad se trataba de dos ciudadanos de origen árabe. Ante la parálisis del Colegio Electoral que debía elegir al sucesor de Miguel Critto, el gobierno del presidente Ramón S. Castillo intervino en una forma inédita este cuerpo electoral, enviando al senador puntano Alberto Arancibia Rodríguez. Los radicales y los conservadores intentaron superar la parálisis política mediante una negociación que implicaba el desplazamiento de las candidaturas de Campero y de Piossek, sin llegar a un acuerdo, por lo que en febrero de 1943, la Provincia de Tucumán fue intervenida en sus tres poderes. Los conservadores suplantaron la candidatura de Adolfo Piossek por la de Eduardo Paz, con vistas a otras elecciones convocadas por la intervención federal, pero que no se realizaron por acontecer la Revolución de 1943. 
Luego de estos sucesos, Adolfo Piossek se retiró de la vida pública, llevando una vida austera hasta su muerte, ocurrida el 12 de febrero de 1971, cuando tenía 85 años de edad.